# 学校法人日本大学第一学園
学校法人日本大学第一学園（がっこうほうじんにほんだいがくだいいちがくえん）とは、東京都墨田区横網一丁目に本部を置く学校法人。

## 概要
1913年に日本大学の建学の精神に基づいて大学付属の中学校として創立され、1946年に日本大学より独立した。現在は高等学校2校・中学校2校・小学校1校を擁しており、全校、日本大学の特別付属校となっている。

## 基礎データ
- 所在地
  - 東京都墨田区横網1-5-2
- 理事長
  - 加納誠
- 前身組織
  - 財団法人日本大学（1913年-1946年） - 1946年に財団法人日本大学より独立
  - 財団法人日本第一学園（1946年-1953年）
  - 学校法人日本第一学園（1953年-2000年）

## 沿革
- 1913年2月 - 日本大学最初の付属校として、神田三崎町（現在の千代田区西神田日本大学構内）に、日本大学中学校として開校。
- 1924年10月 - 東京都墨田区横網に移転。
- 1941年8月 - 日本大学第一中学校と改称。
- 1946年3月 - 財団法人日本第一学園として、日本大学より経営面を独立。初代理事長に加納金助就任。
- 1950年1月 - 学制改革に基づき、日本大学第一中学校・日本大学第一高等学校となる。
- 1953年2月 - 学校法人日本第一学園に組織変更。
- 1968年4月 - 千葉県船橋市習志野台に日本大学第一高等学校の分身校として千葉日本大学第一高等学校（準付属校）を開校。
- 1970年4月 - 千葉日本大学第一中学校を開校。
- 1986年4月 - 日本第一学園小学校を開校。
- 1993年4月 - 千葉日本大学第一高等学校・千葉日本大学第一中学校、特別付属校となる。
- 1996年4月 - 日本第一学園小学校を千葉日本大学第一小学校に改称。
- 1997年4月 - 日本大学第一中学校・日本大学第一高等学校・千葉日本大学第一小学校、男女共学化開始。
- 1998年4月 - 千葉日本大学第一中学校、男女共学化開始。
- 2000年4月 - 法人名を学校法人日本大学第一学園に改称。
- 2001年4月 - 千葉日本大学第一高等学校、男女共学化開始。
- 2003年4月 - 全校全学年男女共学となる。

## 校訓
- 真：知識を求め、真理を探究する
- 健：心身健康で鍛錬に耐える力を持つ
- 和：思いやり協調の心を培う

## 設置校
- 高等学校
  - 日本大学第一高等学校
  - 千葉日本大学第一高等学校
- 中学校
  - 日本大学第一中学校
  - 千葉日本大学第一中学校
- 小学校
  - 千葉日本大学第一小学校